# Jean-Paul Bordier
Jean-Paul Bordier, né le 28 novembre 1984 en Basse-Normandie[Où ?], est un dessinateur de bande dessinée français.

## Œuvre

### Albums de bande dessinée
- Les Contes du Korrigan, Soleil Productions, collection Soleil Celtic

10. Livre dixième : L'Ermite de Haute Folie, scénario de Ronan Le Breton, dessins de Stéphane Créty, Dim. D, Vicente Cifuentes et Jean-Paul Bordier, 2009  (ISBN 978-2-302-00641-6)
- Elfes, Soleil Productions

4. L'Élu des semi-elfes, scénario d'Éric Corbeyran, dessins de Jean-Paul Bordier, 2013  (ISBN 978-2-30203-089-3)
- Souvenirs d'un Elficologue, scénario de Thierry Gloris, dessins de Jean-Paul Bordier, Soleil Productions, collection Soleil Celtic

1. L'Herbe aux Feys, 2009  (ISBN 978-2-302-00540-2)
2. Balor, 2010  (ISBN 978-2-302-01238-7)
3. La Lance de Lug, 2012  (ISBN 978-2-302-01783-2)

### Albums d'illustrations
- Les Dragons, dessins d'Arnaud Boudoiron, Olivier Héban, Paolo Deplano, Gwendal Lemercier, Tregis, Kyko Duarte, Djief, Jean-Paul Bordier, Alain Brion, Pierre-Denis Goux, Valentin Sécher, Rémi Torregrossa et Erwan Seure-Le-Bihan, Soleil Productions, collection Soleil Celtic, 2011  (ISBN 978-2-302-01922-5)
- Guerrières Celtes, dessins de Christophe Alliel, Sébastien Grenier, Augustin Popescu, Djief, Aleksi Briclot, Erwan Seure-Le-Bihan, Dim. D, Olivier Peru, Gwendal Lemercier, Olivier Héban, Pierre-Denis Goux, Fabrice Meddour, Didier Graffet, Sophien Cholet, Jean-Paul Bordier, Naïade et Mirko Colak, Soleil Productions, collection Soleil Celtic, 2009  (EAN 200-0-00-944290-8)